# Venus Flytrap
Venus Flytrap is een Nederlandse indierockband uit Den Haag. De band heeft in zijn elfjarige bestaan via tv, radio en het clubcircuit een bescheiden cultstatus opgebouwd. Voordat het nummer op single stond werd in 1997 de video The Gift "Clip van de Week" bij muziekzender TMF. Een jaar later kreeg het nummer Radical Dream spontaan aandacht op Radio 3, wat veel optredens in het Nederlandse zalencircuit opleverde. Na het tweede album Hoovering organiseert My First Sonny Weissmuller Recordings labelavonden waarmee in het seizoen 2003/2004 intensief wordt opgetreden in het nationale clubcircuit.
In het najaar van 2003 verzorgt de band voorprogramma's bij onder meer The Sleepy Jackson en The Long Winters. In maart 2004 speelt Venus Flytrap tijdens het festival South By South West (SXSW) in Austin, Texas. Aansluitend toert de band door het zuiden van de Verenigde Staten met optredens in onder andere New Orleans, Houston en San Antonio. Eind 2004 verlaat gitarist Gijsbert Diteweg de band. In mei 2005 volgt een tournee langs de Amerikaanse oostkust waarbij o.a. steden als Washington, Philadelphia, Baltimore en New York (CBGBs, Arlene's Grocery en Sin é) worden aangedaan.
De langzame doorbraak van Venus Flytrap is logisch gevolg van het feit dat de bandleden een succesvolle carrière in andere disciplines hebben opgebouwd. Tijdens de "Come With Us"-tour pakt Venus Flytrap de draad weer op en zal de live-reputatie, opgebouwd met clubtours door Nederland en de Verenigde Staten, wederom waarmaken.

## Discografie

### Albums
- Come With Us (2007)
- Hoovering (2003)
- This Is Your Exit Plan (2000)